# Automeris zaruma
Automeris zaruma är en fjärilsart som beskrevs av William Schaus 1914. Automeris zaruma ingår i släktet Automeris och familjen påfågelsspinnare. Inga underarter finns listade i Catalogue of Life.